# دریاچه زایسان
دریاچه زایسان (به قزاقی: Lake Zaysan) یک دریاچه در قزاقستان است که در استان قزاقستان شرقی واقع شده‌است.